# Davie Provan
Ne doit pas être confondu avec David Provan.
Davie Provan, né le 8 mai 1956 à Gourock (Écosse), est un footballeur écossais, qui évoluait au poste d'attaquant au Celtic FC et en équipe d'Écosse. 
Provan a marqué un but lors de ses dix sélections avec l'équipe d'Écosse entre 1979 et 1982.

## Carrière
- 1974-1979 : Kilmarnock FC
- 1978-1987 : Celtic FC

## Palmarès

### En équipe nationale
- 10 sélections et 1 but avec l'équipe d'Écosse entre 1979 et 1982.

### Avec le Celtic de Glasgow
- Vainqueur du Championnat d'Écosse de football en 1979, 1981, 1982 et 1986.
- Vainqueur de la Coupe d'Écosse de football en 1980 et 1985.
- Vainqueur de la Coupe de la Ligue écossaise de football en 1983.